# OAP Tower
L'OAP Tower (大阪アメニティパーク・OAPタワー)  est un gratte-ciel de bureaux de 176 mètres de hauteur construit dans l'arrondissement Kita-ku à Osaka en 1996.
Il abrite des bureaux sur 39 étages.
L'immeuble a été conçu par l'agence d'architecture Mitsubishi Jisho Design